# Альбрехт IV (герцог Баварии)
А́льбрехт IV Му́дрый (нем. Albrecht IV. der Weise; 15 декабря 1447, Мюнхен — 18 марта 1508, Мюнхен) — герцог Баварско-Мюнхенский с 1463 по 1467 годы (совместно с Сигизмундом) и с 1467 по 1503 годы единолично, герцог Баварии с 1503 года, из династии Виттельсбахов.

## Биография
Альбрехт был самым младшим из четырёх выживших сыновей Альбрехта III, герцога Баварско-Мюнхенского и Анны Брауншвейг-Грубенгаген-Эйнбекской.
После смерти своего старшего брата Иоганна IV, Альбрехт оставил духовную карьеру и вернулся из Павии в Мюнхен. В 1463 году он стал соправителем старшего брата Сигизмунда. В 1467 году Альбрехт стал единственным герцогом, а Сигизмунд получил новое герцогство Бавария-Дахау. После смерти Сигизмунда в 1501 году, оно вернулось к Баварско-Мюнхенскому герцогству.
Из-за давления своего тестя, императора Фридриха III, Альбрехт решил вернуть территориальные приобретения в Швабии в 1492 году, чтобы избежать войны с Габсбургами и швабской лигой.
После смерти Георга, последнего герцога Баварии-Ландсхута в 1503 году, Альбрехту удалось объединить баварские земли в войне против наследников Георга, пфальцской линии Виттельсбахов, однако ему пришлось отдать Куфштайн и Кицбюэль императору Максимилиану I в качестве компенсации за его поддержку (Кёльнский арбитраж). Для пфальцской линии было создано новое герцогство Пфальц-Нойбург.
Чтобы избежать разделения Баварии в будущем, Альбрехт издал в 1506 году указ о наследовании по первородству. Однако его старшему сыну и преемнику Вильгельму IV с 1516 года пришлось делить свою власть вместе со своим младшим братом Людвигом X. После смерти Людвига в 1545 году указ вступил в силу и действовал до свержения баварской монархии в 1918 году.

## Семья
3 января 1487 года Альбрехт женился на Кунегунде Австрийской (1465—1520), дочери императора Фридриха III. Дети:
- Сидония (1488—1505);
- Сибилла (1489—1519), супруга Людвига V, курфюрста Пфальца;
- Сабина (1492—1564), супруга Ульриха, герцога Вюртембергского;
- Вильгельм IV (1493—1550), герцог Баварии;
- Людвиг X (1495—1545), герцог Баварии;
- Эрнст (1500—1560), администратор княжества-архиепископства Зальцбург и княжества-епископства Пассау;
- Сусанна (1502—1543), супруга Казимира, маркграфа Бранденбург-Байройтского, затем Отто Генриха, курфюрста Пфальца.

Альбрехт похоронен во Фрауэнкирхе в Мюнхене.